# Gladys Cooper
Pour les articles homonymes, voir Cooper.
Dame Gladys Cooper est une actrice anglaise, née le 18 décembre 1888 à Lewisham (Royaume-Uni), morte le 17 novembre 1971 à Henley-on-Thames (Royaume-Uni).

## Vie privée
Gladys Cooper se maria trois fois :

• avec le capitaine Herbert Buckmaster, de 1908 à 1921. Ils eurent deux enfants : Joan (1910–2005), qui épousa l'acteur Robert Morley, et John Rodney (1915–1983).

• avec sir Neville Pearson, de 1927 à 1936. Ils eurent une fille : Sally Pearson, dite Sally Cooper, qui épousa l'acteur Robert Hardy.

• avec l'acteur Philip Merivale de 1937 à 1946. Le couple vécut à Santa Monica, Californie.
Elle vécut ses dernières années en Angleterre où elle meurt en 1971 d'une pneumonie à Henley-on-Thames, Oxfordshire.

## Filmographie

### Au cinéma
- 1913 : The Eleventh Commandment (court métrage) de Samuel M. Gluckstein : Edith
- 1914 : Danny Donovan, the Gentleman Cracksman (court métrage) de Walter Waller : Mme Ashworth
- 1916 : The Real Thing at Last (en) (court métrage) de L. C. MacBean et J. M. Barrie : Sorcière américaine
- 1917 : The Sorrows of Satan (en) d'Alexander Butler : Lady Sybil Elton
- 1917 : My Lady's Dress d'Alexander Butler : L'épouse
- 1917 : Masks and Faces (en) de Fred Paul (en) : Mabel Vane
- 1920 : Unmarried (en) de Rex Wilson (en)
- 1921 : Headin' North (en) de Charles Bartlett
- 1922 : The Bohemian Girl de Harley Knoles : Arlene Arnheim
- 1923 : Bonnie Prince Charlie de Charles Calvert : Flora MacDonald
- 1934 : The Iron Duke de Victor Saville : Duchesse d'Angoulême
- 1940 : Rebecca d'Alfred Hitchcock : Beatrice Lacy
- 1940 : Kitty Foyle de Sam Wood : Mme Strafford, la mère de Wyn
- 1941 : Lady Hamilton (That Hamilton Woman) d'Alexander Korda : Lady Frances Nelson
- 1941 : Le Chat noir (The Black Cat), d'Albert S. Rogell : Myrna Hartley
- 1941 : The Gay Falcon d'Irving Reis : Maxine Wood, ou Maxine Weber
- 1942 : Âmes rebelles (This Above All) d'Anatole Litvak : Iris
- 1942 : L'Escadrille des aigles (Eagle Squadron) d'Arthur Lubin : Tante Emmeline
- 1942 : Une femme cherche son destin (Now, Voyager) d'Irving Rapper : Mme Henry Windle Vale
- 1943 : Et la vie recommence (Forever and a Day) : Mme Barringer
- 1943 : Pile ou Face de H. C. Potter : Capitaine Veronica Steadman
- 1943 : La Petite Exilée (Princess O'Rourke) de Norman Krasna : Miss Haskell
- 1943 : Le Chant de Bernadette (The Song of Bernadette) de Henry King : Sœur Marie Therese Vauzous
- 1944 : Les Blanches Falaises de Douvres (The white cliffs of Dover) de Clarence Brown : Lady Jean Ashwood
- 1944 : Madame Parkington (Mrs. Parkington) de Tay Garnett : Alice - Duchesse de Brancourt
- 1945 : La Vallée du jugement (The Valley of Decision) de Tay Garnett : Clarissa Scott
- 1945 : Le Poids d'un mensonge (Love Letters) de William Dieterle : Beatrice Remington
- 1946 : Les Vertes Années (The Green Years) de Victor Saville : Mamie Leckie
- 1946 : Amour tragique (Beware of Pity) de Maurice Elvey : Mme Klara Condor
- 1946 : The Cockeyed Miracle de S. Sylvan Simon : Amy Griggs
- 1947 : Le Pays du dauphin vert (Green Dolphin Street) de Victor Saville : Sophie Patourel
- 1947 : Honi soit qui mal y pense (The Bishop's Wife) de Henry Koster : Mme Hamilton
- 1948 : Le Retour (Homecoming) de Mervyn LeRoy : Mme Kirby
- 1948 : Le Pirate (The Pirate) de Vincente Minnelli : Tante Inez
- 1949 : Le Jardin secret (The Secret Garden) de Fred M. Wilcox : Mme Medlock
- 1949 : Madame Bovary de Vincente Minnelli : Madame Dupuis
- 1951 : Tempête sur la colline (Thunder on the Hill) de Douglas Sirk : Mère Supérieure
- 1952 : Les Fils des Mousquetaires (At sword's point) de Lewis Allen : Reine Anne
- 1955 : The Man Who Loved Redheads de Harold French : Caroline, Lady Binfield
- 1958 : Tables séparées (Separate Tables) de Delbert Mann : Mme Railton-Bell
- 1963 : Le Dernier de la liste (The List of Adrian Messenger) de John Huston : Mme Karoudjian
- 1964 : My Fair Lady de George Cukor : Mme Higgins
- 1967 : Le Plus Heureux des milliardaires (The Happiest Millionaire) de Norman Tokar : Tante Mary Drexel
- 1969 : A Nice Girl Like Me de Desmond Davis : Tante Mary

### À la télévision
- 1950 : Adventure Story (téléfilm) : La Reine mère de Perse
- 1961 : La Quatrième Dimension (Rien à Craindre) : Saison 3 Épisode 16
- 1963 : Pygmalion (téléfilm) : Mme Higgins
- 1963 : La Quatrième Dimension (Traversée à bord du Lady Anne) : Saison 4  Épisode 17
- 1964 : La Quatrième Dimension (Appel Nocturne) : Saison 5  Épisode 19
- 1964 : The Rogues (série télévisée) : Tatie Margaret
- 1970 : Amicalement vôtre (The Persuaders) : L'Héritage Ozerov (The Ozerov Inheritance), de Roy Ward Baker (Série) : Grande Duchesse Anna Sergeievna Ozerov